# Liste der Kulturgüter in Ormalingen
Die Liste der Kulturgüter in Ormalingen enthält alle Objekte in der Gemeinde Ormalingen im Kanton Basel-Landschaft, die gemäss der Haager Konvention zum Schutz von Kulturgut bei bewaffneten Konflikten, dem Bundesgesetz vom 20. Juni 2014 über den Schutz der Kulturgüter bei bewaffneten Konflikten sowie der Verordnung vom 29. Oktober 2014 über den Schutz der Kulturgüter bei bewaffneten Konflikten unter Schutz stehen.
Objekte der Kategorien A und B sind vollständig in der Liste enthalten, Objekte der Kategorie C fehlen zurzeit (Stand: 1. Januar 2023).

## Kulturgüter
| Foto | | Objekt                                                                                | Kat. | Typ | Standort                              | Beschreibung |
| ---- | --- | ------------------------------------------------------------------------------------- | ---- | --- | ------------------------------------- | ------------ |
| ja   | Datei hochladen · Wikidata zu Farnsburg, mittelalterliche-neuzeitliche Burgruine (Q359967)                        | Mittelalterliche-neuzeitliche Burgruine Farnsburg KGS-Nr.: 01495                      | A    | F   | 632545 / 260345                       |              |
| ja   | Datei hochladen · Wikidata zu Evangelisch-reformierte Kirche (Q29679529)                                          | Evangelisch-reformierte Kirche KGS-Nr.: 01497                                         | B    | G   | Kirchgasse 183 633150 / 257476        |              |
| ja   | Datei hochladen · Wikidata zu Reformiertes Pfarrhaus (Q29679546)                                                  | Reformiertes Pfarrhaus KGS-Nr.: 01498                                                 | B    | G   | Hauptstrasse 97 633048 / 257647       |              |
| BW   | Datei hochladen · Wikidata zu Ortssammlung Ormalingen (Q27487037)                                                 | Ortssammlung KGS-Nr.: 12319                                                           | B    | S   | Farnsburgerstrasse 57 632889 / 257796 |              |
| BW   | Datei hochladen · Wikidata zu Buchs / Wolhusen, römischer Gutshof / frühmittelalterliches Gräberfeld (Q118114389) | Buchs / Wolhusen, römischer Gutshof / frühmittelalterliches Gräberfeld KGS-Nr.: 17104 | B    | F   | 632800 / 258080                       |              |